# 高根みかん
高根みかん（こうねみかん）は広島県尾道市瀬戸田町高根地区特産のみかん。瀬戸内海に浮かぶ高根島で温暖な気候のもと、つくられている。高根島みかんともいう。

## 地域団体商標
2007年11月、特許庁の地域団体商標（権利者は三原農業協同組合）に登録された。商標登録番号は第5094655号。